# Álvaro Colomer
Álvaro Colomer Moreno (Barcelona, 1973) es un escritor y periodista cultural español.

## Trayectoria
Autor de las novelas La calle de los suicidios (2000), Mimodrama de una ciudad muerta (2004) y Los bosques de Upsala (2009). Estas tres novelas constituyen la llamada Trilogía de la muerte urbana, en la que el autor aborda, de un modo directo, el tema de la muerte en las grandes ciudades. También ha escrito la novela Aunque caminen por el valle de la muerte (2017), una novela en la que reconstruye en clave de ficción la Batalla de Nayaf (4 de abril de 2004), en la que intervinieron soldados españoles, salvadoreños y estadounidenses, así como mercenarios de Blackwater e insurgentes del Ejército del Mahdi.
También ha escrito los libros de periodismo Se alquila una mujer (2003), por el que fue invitado a formar parte de la Comisión Especial sobre la Prostitución del Senado español, y Guardianes de la memoria (2007), por el que le concedieron el Internacional Award for Excellence in Journalism 2007. En el primero, compuesto por relatos basados en entrevistas reales, el autor repasa todos los ámbitos de la prostitución española. En el segundo, Álvaro Colomer viaja a cinco lugares marcados por hechos históricos (Guernica, Auschwitz, Chernóbil, Lourdes y Transilvania) para explicar cómo es la vida actualmente en dichas ciudades. Tanto el primer libro como el segundo otorgan a Colomer una posición destacada dentro del Nuevo Periodismo Literario. Su última no ficción se titula Aprende a escribir (2025), en la que un centenar de los mejores escritores hispanoamericanos desvelan sus métodos de trabajo.
En 2012 inició la publicación de la trilogía juvenil Terror en la red, coescrita con el escritor y periodista Antonio Lozano Sagrera. La primera entrega se titula El chico que vivía encerrado en una habitación.
Como periodista, es el coordinador editorial de la revista Zenda y colaborador habitual de La Vanguardia, la Cadena Ser y otros medios. En 2010 ganó el Premio Enerclub por un reportaje publicado en el Magazine de El Mundo.
Además, es profesor del Máster de Edición de la Barcelona School of Management de la Universitat Pompeu Fabra.

## Obras
Ficción
- La calle de los suicidios (Círculo de Lectores, 2000)
- Mimodrama de una ciudad muerta (Siruela, 2004)
- Los bosques de Upsala (Alfaguara, 2009)
- Aunque caminen por el valle de la muerte (Literatura Random House, 2017)

No ficción
- Se alquila una mujer. Historias de putas (MR, 2003)
- Guardianes de la memoria (MR, 2007)
- Aprende a escribir (Debate, 2025)

Novela Juvenil
- El chico que vivía encerrado en una habitación, primera parte de la trilogía Terror en la red, coescrita con Antonio Lozano (Edebé, 2012)

Libros colectivos
- Madrid, con perdón. Edición y prologuillo de Mercedes Cebrián. Antología de textos sobre Madrid a cargo de Elvira Navarro, Fernando San Basilio, Esther García Llovet, Carlos Pardo, Juan Sebastián Cárdenas, Jimina Sabadú, Antonio J. Rodríguez, Óscar Esquivias, Natalia Carrero, Grace Morales, Álvaro Colomer, Iosi Havilio y Roberto Enríquez. Editorial Caballo de Troya, 2012.